# Camelopardalis B
Camelopardalis B è galassia nana irregolare situata in direzione della costellazione della Giraffa, alla distanza di 10,9 milioni di anni luce dalla Terra. Appartiene al gruppo IC 342/Maffei.